# أنطون جريجورييف
أنطون جريجورييف (الروسية: Григорьев, Антон Владимирович) هو لاعب كرة قدم روسي في مركزي الدفاع وقلب الدفاع، ولد في 13 ديسمبر 1985 في موسكو في روسيا. لعب مع ألانيا وإف كي أتيراو وسيسكا موسكو ونادي توسنو ونادي فيريس كيشيناو ونادي كوبان كراسنودار.

## وصلات خارجية
- أنطون جريجورييف على موقع الاتحاد الأوربي (الإنجليزية)
- أنطون جريجورييف على موقع قاعدة بيانات كرة القدم.إي يو (الإنجليزية)
- أنطون جريجورييف على موقع Soccerway.com (الإنجليزية)
- أنطون جريجورييف على موقع AS.com (الإسبانية)